# Ternei
Ternei (en rus: Терней) és un poble (possiólok) del krai de Primórie, a l'Extrem Orient de Rússia, que el 2019 tenia 3.219 habitants.